# Eulocastra leucobasis
Eulocastra leucobasis là một loài bướm đêm trong họ Noctuidae.